# Не покоряйся судьбе!
«Не покоря́йся судьбе́!» — второй альбом хеви-метал-группы Виконт, выпущенный в 2011 году.
Альбом был положительно оценён в журнале Dark City, однако рецензент портала «НашНеформат» сочла музыку альбома чересчур вторичной по отношению к творчеству группы «Ария»

## История
В августе 2010 года Виконт приезжает в столицу, где в течение 40 дней группа записывала второй номерной альбом «Не покоряйся судьбе!».
Альбом вышел интернет-релизом 19 июля 2011 года.
10 августа 2012 года альбом был издан на CD лейблом «Musica Production».

## Список композиций
Автор всех текстов — Сергей Сокол. Вся музыка написана группой Виконт.
| №   | Название                  | Длительность |
| --- | ------------------------- | ------------ |
| 1.  | «Гнев аскета»             | 7:04         |
| 2.  | «С нами хеви-метал»       | 4:35         |
| 3.  | «Манфред»                 | 5:58         |
| 4.  | «Разбуди зверя»           | 5:44         |
| 5.  | «Ведьма»                  | 6:12         |
| 6.  | «Сделаны из стали и огня» | 6:22         |
| 7.  | «Крадущийся за душой»     | 5:38         |
| 8.  | «Гордый король»           | 6:46         |
| 9.  | «Костры»                  | 5:55         |
| 10. | «Откровение»              | 6:36         |
| 11. | «Нужно проснуться»        | 9:38         |

## Участники записи
- Сергей Сокол — вокал
- Михаил Чернышов — гитара
- Алексей Аликин — гитара, звукорежиссёр
- Сергей Цаплин — бас-гитара
- Виталий Лядов — ударные
- Василина Кичигина — клавишные
- Сергей Терентьев — сведение и мастеринг (треки 3-7,9,10), бэк-вокал (трек 6)
- Дмитрий Борисенков — звукорежиссёр, гитарное соло (трек 9)
- Сергей Науменко — звукорежиссёр
- Евгений Виноградов — сведение и мастеринг (треки 1,2,8,11)
- Сергей Скрипников — соаранжировка (треки 3,6,11)
- Виконт — аранжировка
- Лео Хао — художник

## О песнях
В официальном сообществе группы в «ВКонтакте» Сергей Сокол рассказал о некоторых песнях:
- «Гнев аскета»

Если знать, что такое «аскет», то всё становится ясно. Песня сюжетная. Аскет удалился от людей в пещеру, изолировался, истязал себя на протяжении долгих лет лишениями и всякой подобной гадостью, присущей аскетизму. И что удивительно, с годами у аскета действительно раскрылись силы, способности двигать камни и тому подобное. И вот на него как-то раз наткнулась компания хулиганья, с которыми была проститутка. Ребята знали, аскет с женщинами ни-ни и решили пошутить, впятером прижали его к земле и заставили проститутку лишить его «невинности». Для аскета это было хуже смерти (такой вот дурак), и, используя приобретённые силы, он всех убивает, размазав обидчиков поднятыми в высоту каменными булыжниками. Вывод: В песне нет хороших персонажей, но самый глупый и несчастный здесь аскет, который, несмотря на раскрывшиеся в нём сверх способности, угробил свою жизнь, растратил впустую, поверив в лживые посулы религиозных догматов, лишил себя всего ради мнимого особого места в обещанном раю.
- «Манфред»

Песня написана по одноимённой поэме Джорджа Гордона Байрона.
- «Разбуди зверя»

Песня, можно сказать, автобиографичная, хоть и написана как обращение. Раньше я был очень трусливым, боялся драться, рос в приличной семье, где воспитанием моим занималась практически одна мама… отец постоянно был на работе, рыбалке и охоте. Сами понимаете, напитавшись женской энергетикой, я вырос соплежуем, и любой хулиган на улице мог запросто довести меня до слёз, выпотрошить карманы и я ничего не мог с этим поделать. Наконец, меня это взбесило, и в какой-то момент я взрастил внутри железный стержень, начал драться, бывало, и с несколькими гавнюками сразу и побеждал. От того домашнего мальчика не осталось и следа. Об этом и говорится в песне, что любой воспитанный, честный парень может найти в себе силы, разбудить спящего зверя-воина и дать обидчикам отпор.
- «Ведьма»

Просто сюжетная песня, придуманная… в которую я зашлифовал смысл о стадном чувстве толпы ведомой суевериями и религиозной темнотой на преступления… когда оно опорочивает и подвергает хороших людей клевете и гонению. 
- «Крадущийся за душой»

Песня о маге, терзаемом вопросом: «Куда попадает душа после смерти?» Любопытство постоянно толкает мага на эксперименты с самоубийством. В который раз он, убив себя, смотрит, куда уходит его душа, следит за ней, но, дойдя до определённого предела, маг пугается, что, сделав ещё шаг, уже не сможет вернуться к жизни. Тогда с помощью своей воли и магической силы, оставшейся с сознанием после смерти, он возвращает выпорхнувшую душу обратно в тело, оживляет себя и живёт дальше, пока любопытство вновь не заставит взять нож и вонзить себе в сердце. И так снова и снова…
- «Гордый король»

В песне затронута судьба абстрактного рыцаря, которому ведьма предсказывает большие дела и злую шутку которую с ним сыграют небеса. Прошло время… рыцарь стал королём, покорил вокруг всё и вся, подмял под свою длань весь мир, ему подчиняются всё, но единственное место, которое останется для него навсегда недоступным — это небеса. Он видит, как в высоте носятся птицы, и понимает, что хоть в лепёшку разбейся, небеса ему не покорятся, он будет всегда волочиться по земле и бессильно смотреть на неприступную высоту. Тем не менее, он яростно продолжает рваться ввысь всем своим существом, земная жизнь и кровь, которой он щедро полил землю во время своих завоеваний, стала ему чужда, он не хочет сидеть и покорно ждать рассвет, он сам хочет лететь ему навстречу, на крыльях, там высоко… высоко…
- «Костры»

Человека раздирают внутренние терзания, он думает, что ему предначертано прожить обычную, никчёмную, ни чем не примечательную жизнь в мире, в котором он чувствует себя чужим. Но человек долго рвался к чему-то необычному, таинственному, и вот, оказываясь за городом, он под воронье карканье и звук набата, засматривается на закат, который подстёгивает мысли и необъяснимую тягу к запредельному… завораживает.
Неожиданно человек понимает, что закат, дурманящий чувства, начинает затягивать слишком сильно, что вызываемые им чувства могут открыть недосягаемые ранее дороги в другие миры. И вот человека захлёстывает энергией, и мозг и тело и руки горят незримым огнём, смело рванувшись вперёд, он таки приоткрывает таинственную завесу и на новой неведомой дороге спрашивает окружающих духов: «Кто же он такой?», раз сумел пробить скорлупу своего мира и шагать навстречу неведомым мирам.
В бридже, человек повествует, что в своём мире он чужой, он гость, и в своих поисках он должен шагнуть в неведомое, а значит в непонятное, в тайну покрытую мраком.

Последние две строчки возвращают слушателя в начало песни, когда человек только оказывается за городом и засматривается на таинственный закат, культивируя в душе острое желание, чтобы уходящий закат взял его с собою.
- «Откровение»

Песня о любви, где на парня снизошла любовь из другого мира, он увидел в небе проступившие черты лица то ли богини, то ли просто какой-то неземной красавицы, понял, что во что бы то ни стало доберётся до неё. Он мучается, рвётся в высь и со временем у него всё-таки получается найти дорогу из нашего мира за грань. Он проходит неведомые бездны междумирья, он облазил всё, но добравшись до последнего места, в котором предполагал найти свою возлюбленную, обнаружил его пустым. Она его не ждала, она просто о нём ничего не знала. По какой-то прихоти судьбы только он узрел её в небе, а она его нет. И парень понял, что будет вечно гоняться за ней по этой бездне но так никогда и не встретит.
- «Нужно проснуться»

Здесь СОН берётся за помешательство, религия (в частности христианство) опутавшая сознание и погрузившая людей в ложную реальность. Там выдавая себя за Добро, СОН подменил ценности, попрал гордость и честь, в этом мареве почти не остаётся героев, ни кто, ни чего не понимает. Эта гадость имеет чёткую цель, сжечь все пути способные вывести из этого дурмана, остаться властвовать над умами навсегда, особенно истребить любое упоминание о великом прошлом людей расе ариев, наших предков, которые дали знания почти всем народам. СОН добрался и до меня, но я, как и многие другие, смог вовремя раскусить суть гадкого дурмана, и пою о том, что люди должны проснуться, у людей есть силы, они вспомнят и всыпят этой заразе по самое небалуйся, прогонят навсегда.